# Leon Orłowski
Leon Orłowski (Tartary, Visztula tartomány 1891. március 22. – Rabka, 1976. március 19. ) lengyel diplomata, író.

## Élete
Hercegi családba született. Apja, Ignacy 1917-ben, anyja Halina Nieszkowska 1901-ben hunyt el. A középiskolát Włocławekben végezte, majd a bécsi Exportakadémia általános karán tanult. Aktív volt az Országos Ifjúsági Szervezetben, részt vett az 1905-ös iskolai sztrájkmozgalomban. Az első világháború idején az orosz hadseregben szolgált.
A lengyel-bolsevik háború idején, 1920 augusztusától 1921 márciusáig önkéntesként szolgált a lengyel hadseregben mint tartalékos lovas hadnagy. Diplomáciai szolgálatát 1919. április 12-én kezdte meg titkárként a Lengyel Köztársaság New York-i Főkonzulátusán, ami 1924. január 1-ig tartott. 1924. január 1. és március 9. között alkonzulként a pittsburghi lengyel konzulátust vezette. 1927-ig a washingtoni lengyel követség követségi titkára volt.
1927. november 1-től 1932. augusztus 1-ig a Külügyminisztérium Politikai Főosztályán dolgozott. 1932 januárjában a Nyugati Osztály vezetője volt, Józef Lipski ekkoriban ezt írta róla: Nagyon kifinomult tisztviselő, sokoldalú szolgálati gyakorlata és veleszületett adottságai miatt is magasan képzett. Kimagaslóan politikai elme, jártas a nemzetközi kérdésekben. Könnyedén tud külföldi személyiségekkel kapcsolatot kialakítani és hatással lenni rájuk. Nagyon gyors tájékozódás jellemzi nehéz kérdésekben is, és bátor ítélőképesség. Alaposan ismeri az amerikai kérdéseket. 1932 augusztusában a londoni lengyel nagykövetségre helyezték át, ahol 1934-ben követségi tanácsosi rangot kapott.
1936. május 15-én rendkívüli követnek és meghatalmazott miniszternek nevezték ki Budapestre. 1940. december 31-ig vezette a követséget, amikor is a Nemzetiszocialista Németország kérésére bezárták azt.
Később az  Egyesült Államokban telepedett le, 1949-1950 között az ENSZ egyik szervezeténél dolgozott. 1973-ban tért vissza Lengyelországba.
A budapesti misszióról szóló visszaemlékezése 1952-ben a Kultura c. lapban jelent meg.
A Powązki temetőben nyugszik (206-4-4. szakasz).

## Kitüntetései
- Polonia Restituta Rend tiszti keresztje (1934. november 11.)
- Magyar Érdemrend, I. osztály (Magyarország)[1]
- V. György király ezüstjubileumi érem (Egyesült Királyság)[1]